# Wolfgang Müller-Lauter
Wolfgang Müller-Lauter (31 de agosto de 1924 em Weimar – 9 de agosto de 2001 em Berlim) foi um estudioso e filósofo alemão. Particularmente conhecido por seu trabalho inovador acerca da filosofia de Friedrich Nietzsche, considerado uma das mais importantes contribuições para o estudo de Nietzsche no século XX.  Foi Professor Adjunto de Filosofia na Universidade Kirchliche Hochschule Berlin e em 1993 se tornou Professor Emérito na Faculdade de Teologia da Universidade Humboldt Berlin.

## Biografia
Müller-Lauter começou sua carreira com uma tese de doutorado sobre o filósofo Martin Heidegger, cujo trabalho conheceu através de um estudo de Jean-Paul Sartre. Ao preparar um curso sobre as raízes do niilismo no século XX na Universidade Kirchliche Hochschule em Berlim, Müller-Lauter tornou-se cada vez mais interessado no tratamento dado por Nietzsche ao problema do niilismo. A própria abordagem de Müller-Lauter a Nietzsche é marcada por uma crítica da leitura então predominante de Heidegger do pensamento de Nietzsche. Em particular, Müller-Lauter discordou da caracterização de Nietzsche por Heidegger como o “último metafísico do Ocidente”. Heidegger havia enxergado em Nietzsche uma tentativa, ultimamente fracassada, de superar a tradição metafísica. Müller-Lauter argumentou convincentemente, com base em uma análise detalhada dos textos de Nietzsche, que o papel que Heidegger reservou para si mesmo havia sido efetivamente desempenhado pelo próprio Nietzsche. Central a essa interpretação foi o reexame da “doutrina” da Vontade de Poder encontrada na obra de Nietzsche, transformando-a de uma doutrina metafísica (como na interpretação de Heidegger) em uma teoria de uma pluralidade de altas quantidades da Vontade de Poder interagindo dinamicamente umas com as outras em processos de caráter inerentemente contraditório e perspectivo. Este trabalho estabeleceu um novo padrão de rigor e seriedade no estudo de Nietzsche, bem como estabeleceu uma leitura influente da obra de Nietzsche.
Müller-Lauter foi co-fundador da revista Nietzsche-Studien em 1971 e continuou a co-editar a revista até 1996. Ele também foi co-fundador e co-editor (de 1972 a 1996) da série de livros Monographien und Texte zur Nietzsche-Forschung (Monografias e textos sobre a pesquisa de Nietzsche) publicada por de Gruyter . Após a morte de Mazzino Montinari, em 1986, Müller-Lauter assumiu a co-edição da edição crítica completa das Obras de Nietzsche (KGW) produzida por de Gruyter.
Em 1996 foi o primeiro a receber o Prêmio Friedrich Nietzsche .

## Livros
Nietzsche: sua filosofia das contradições e as contradições de sua filosofia, trad. David J. Parent (Urbana IL, 1999).

## Artigos
- "Sobre a associação com Nietzsche" (trad. RJ Hollingdale), em: Journal of Nietzsche Studies 4/5 (1992/93), 5-35.
- "Ensino de vontade de poder de Nietzsche", em: Journal of Nietzsche Studies 4/5 (1992/93), 37-101.
- "Um desafio contínuo. Sobre a relação de Mazzino Montinari com Nietzsche", em: Journal of Nietzsche Studies 4/5 (1992/93), 103-125.
- "O Espírito de Vingança e o eterno retorno", em: Journal of Nietzsche Studies 4/5 (1992/93), 127-153.
- "Experiências com Nietzsche", em J. Golomb e RS Wistrich (eds. ), Nietzsche: padrinho do fascismo? (Princeton, 2002), 66-89.

## Livros
- Möglichkeit und Wirklichkeit bei Martin Heidegger (Berlim, 1960).
- Nietzsche. Seine Philosophie der Gegensätze und die Gegensätze seiner Philosophie (Berlim/Nova York, 1971).
- Dostoievskijs Ideendialektik (Berlim/Nova York, 1974).
- Über Werden und Wille zur Macht. Nietzsche-Interpretationen I (Berlim/Nova York, 1999).
- Über Freiheit und Chaos. Nietzsche-Interpretationen II (Berlim/Nova York, 1999).
- Heidegger e Nietzsche. Nietzsche-Interpretationen III (Berlim/Nova York, 2000).

## Artigos
- "Kants Widerlegung des materialen Idealismus", em: Archiv für Geschichte der Philosophie 46 (1964), 60-82.
- "Nietzsches Lehre vom Willen zur Macht", em: Nietzsche-Studien 3 (1974), 1-60.
- "Der Organismus als internaler Kampf. Der Einfluß von Wilhelm Roux auf Friedrich Nietzsche", em: Nietzsche-Studien 7 (1978), 189-235.
- "Das Willenswesen und der Übermensch. Ein Beitrag zu Heideggers Nietzsche-Interpretationen", em: Nietzsche-Studien 10/11 (1981/1982), 132-192.
- " Der Wille zur Macht als Buch der 'Krisis' philosophischer Nietzsche-Interpretation", em: Nietzsche-Studien 24 (1995), 223-260.
- "Nietzsche und Heidegger als nihilistische Denker. Zu Gianni Vattimos 'postmodernistischer' Deutung", em: Nietzsche-Studien 27 (1998), 52-81.
- "Über 'Nietzsches Folgen' und Nietzsche", em: Nietzscheforschung 4 (1998), 21-40.

### Literatura secundária
- Köster, Peter, "Die Problematik wissenschaftlicher Nietzsche-Interpretation. Kritische Überlegungen zu Wolfgang Müller-Lauters Nietzschebuch", em: Nietzsche-Studien 2 (1973), 31-60.
- Aydin, Ciano, "Nietzsche de Müller-Lauter", em: A. Woodward (ed. ), Interpretando Nietzsche (Londres/Nova York, 2011), 99-115.